# Aleksandra Patskevich

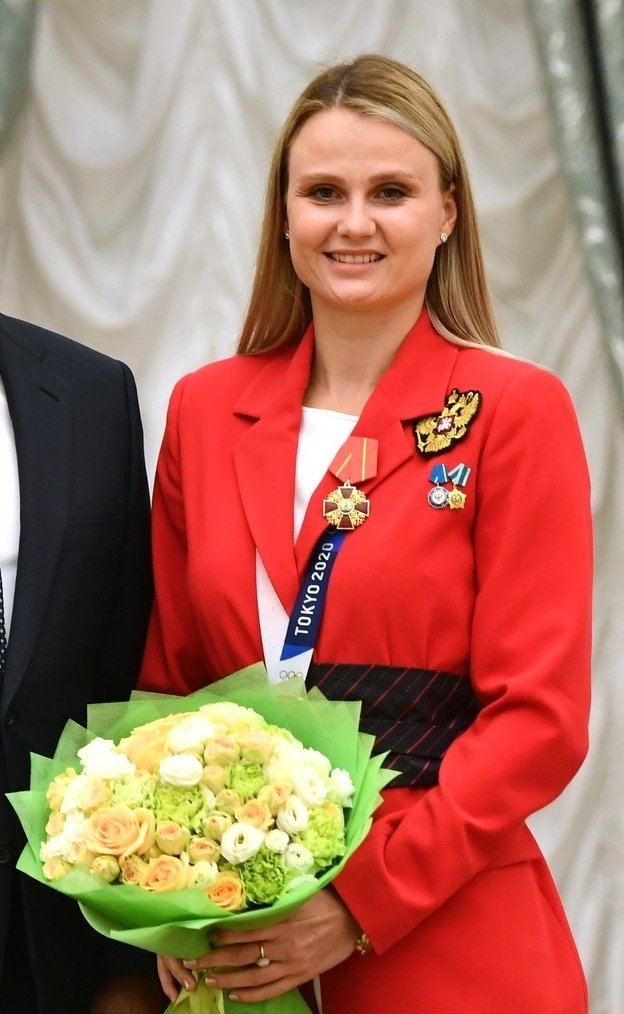

Aleksandra Vyacheslavovna Patskevich (em russo:  Александра Вячеславовна Пацкевич; Moscou, 4 de novembro de 1988) é uma nadadora sincronizada russa, bicampeã olímpica por equipes.

## Carreira
Patskevich representou seu país nos Jogos Olímpicos de 2012, ganhando a medalha de ouro por equipes. Na Rio 2016 ela voltou a competir por equipes, ganhando novamente a medalha de ouro.